# هاکوبا هاپونه وینتر ریزورت
هاکوبا هاپونه وینتر ریزورت (به لاتین: Hakuba Happoone Winter Resort) یک پیست اسکی در ژاپن است که در هاکوبا، ناگانو واقع شده‌است.